# 선유커지
선유커지(상호 아이큐)는 중국의 비디오 게임 개발사 및 비디오 게임 현지화 기업이다. 2002년에 웨이옌과 닌텐도간의 합작투자로 중국기반 비디오 게임기 제조사로서 설립됐다. 본사가 쑤저우시에 위치한다.
2003년에 닌텐도 64에 기반한 아이큐 플레이어를 출시해 사업을 시작했으며 '아이큐' 브랜드하에 중국에 공식 닌텐도 제품들을 2018년까지 배급했다. 가정용이었던 아이큐 플레이어 외에는 게임보이 어드밴스, 닌텐도 DS, 닌텐도 3DS XL같은 휴대용 닌텐도 게임기만 취급했다.
2013년에 주식이 모두 닌텐도에 귀속된 자회사가 됐다. 2010년대 초반에는 3DS 버추얼 콘솔용 패밀리 컴퓨터 및 게임보이 에뮬레이션과 Wii U용 닌텐도 64 에뮬레이션 개발에 참여했다. 닌텐도 스위치 시대에는 닌텐도 스위치 온라인용 닌텐도 64 에뮬레이션 개발에 참여했다.
2018년을 시점으로 닌텐도는 중국본토에 아이큐 브랜드 제품 수출을 중단했으며 2019년 말부터 텐센트와 계약해 닌텐도 스위치를 중국 시장에 수출하기 시작했다. 2017년부터 아이큐는 이전에 수출한 닌텐도 제품의 소비자지원을 담당하고 중국어 간체자 번역 및 현지화에 관여하고 있다.

## 참조

### 주해
1. ↑  중국어 간체자: 神游科技, 정체자: 神遊科技, 병음: Shényóu Kējì
2. ↑  영어: iQue, Ltd.